# The Cornwall Chronicle
The Cornwall Chronicle foi um jornal publicado em Launceston, Tasmânia, Austrália, de 14 de fevereiro de 1835 a 13 de novembro de 1880. O seu editor foi William Lushington Goodwin.